# Филозофски факултет Универзитета у Тузли
Филозофски факултет Универзитета у Тузли је високошколска установа у Тузли за образовање студената у области друштвених и хуманистичких наука. Налази се у улици др Тихомила Марковића 1.

## Историја
Претеча Филозофског факултета Универзитета у Тузли је Виша педагошка школа основана 1960. године која је прерасла у Педагошку академију 1969, а затим у Филозофски факултет 1993. Виша педагошка школа је 1960—1961. у прву генерацију уписала 307 студената, од тога седамдесет и једног редовног и 236 ванредна студената, на студијским групама Српскохрватски језик – руски језик, Српскохрватски језик – енглески језик, Математика – хемија, Техничко образовање – физика. Следеће академске године је уписивала студенте и на студијску групу Електротехника – машинство. Током година је растао број студената па је 1966. године започета градња нове зграде која је пуштена у рад 1. фебруара 1970. као Отворени регионални центар у Бијељини, Брчком, Добоју, Грачаници, Лозници и Мачванском Прњавору за уписивање ванредних студената. Године 1969. је прерастао у Педагошку академију на којој су постојали смерови Српскохрватски – хрватскосрпски језик и књижевност југословенских народа, Математика – физика, Техничко образовање, Физичко васпитање, Биологија – хемија и Разредна настава. Приликом прерастања из Педагошке академије у Филозофски факултет 1993. године су постојали смерови Бошњачки језик и књижевност, Математика и физика, Биологија и хемија, Физичка култура, Разредна настава, Технички одгој и образовање и Историја и географија који је уведен као нови смер. Одсеци Журналистика и Страни језици: англистика и германистика су почела са уписивањем 1998, а следеће године је одсек за Стране језике подељен на два: Енглески језик и књижевност и Немачки језик и књижевност. Одсек Педагогија и психијатрија је уведен 2000, Турски језик и књижевност 2003. и Социјални рад 2004. године. Студијске групе за биологију, хемију, физику, математику и географију су се 2000. издвојиле и постале Природно математички факултет Универзитета у Тузли, а Одсек за физичку културу 2002—2003. када је постао Факултет за тјелесни одгој и спорт Универзитета у Тузли. Број студената који су завршили овај факултет и његове претече до 2021. године је износио 20.000, од тога 9912 студената је дипломирало на Вишој педагошкој школи и Педагошкој академији и 9600 на првом циклусу Филозофског факултета.

## Студијски смерови
Данас се студије одвијају по Болоњској декларацији на три студијска циклуса, по принципу 4+1+3.

### Основне академске студије
Студије првог циклуса се одвијају на једанаест одсека и тринаест четворогодишњих студијских смерова:
- Бошњачки језик и књижевност, звање Бачелор бошњачког језика и књижевности
- Енглески језик и књижевност, звање Бачелор енглеског језика и књижевности
- Немачки језик и књижевност, звање Бачелор немачког језика и књижевности
- Турски језик и књижевност, звање Бачелор турског језика и књижевности
- Педагогија, звање Бачелор педагогије
- Психологија, звање Бачелор психологије
- Разредна настава, звање Бачелор разредне наставе
- Предшколски одгој и образовање, звање Бачелор предшколског образовања
- Филозофија и социологија, звање Бачелор филозофије и социологије
- Социјални рад, звање Бачелор социјалног рада
- Историја, звање Бачелор историје
- Политикологија, звање Бачелор политологије, усмерење „међународни односи и дипломатија”
- Журналистика, звање Бачелор журналистике

### Мастер академске студије
Студије другог циклуса се одвијају на дванаест одсека у трајању од годину дана:
- Журналистика
- Бошњачки језик и књижевност
- Енглески језик и књижевност
- Немачки језик и књижевност
- Турски језик и књижевност
- Педагогија и психологија
- Филозофија и социологија
- Историја
- Социјални рад
- Разредна настава
- Предшколски одгој и образовање
- Политикологија, међународна политика и дипломатија

### Докторске академске студије
Студије трећег циклуса се одвијају на девет смерова у трајању од три године:
- Комуникологија
- Историја – стари век
- Простор данашње Босне и Херцеговине у време римске управе
- Лигвистика
- Књижевност
- Историја Босне и Херцеговине у 19. и 20. веку[9]
- Социјални рад
- Психологија
- Педагогија